# Jérica
Jérica – gmina w Hiszpanii, w prowincji Castellón, we wspólnocie autonomicznej Walencja, o powierzchni 78,28 km². W 2011 roku liczyła 1656 mieszkańców.